# Municipio de Askersund
Askersund (en sueco: Askersunds kommun) es un municipio de la provincia de Örebro, en el centro-sur de Suecia. Su sede se encuentra en la localidad de Askersund. El municipio actual se creó en 1971 cuando la antigua ciudad de Askersund se fusionó con los municipios rurales de Hammar y Lerbäck.

## Localidades
Hay siete áreas urbanas (tätort) en el municipio:
| # | Tätort      | Población |
| - | ----------- | --------- |
| 1 | Askersund   | 4172      |
| 2 | Åsbro       | 1326      |
| 3 | Åmmeberg    | 431       |
| 4 | Zinkgruvan  | 324       |
| 5 | Rönneshytta | 270       |
| 6 | Hammar      | 269       |
| 7 | Olshammar   | 251       |

## Ciudades hermanas
Askersund está hermanado o tiene tratado de cooperación con:
- Eura, Finlandia
- Jordanów, Polonia